# Llanura aluvial

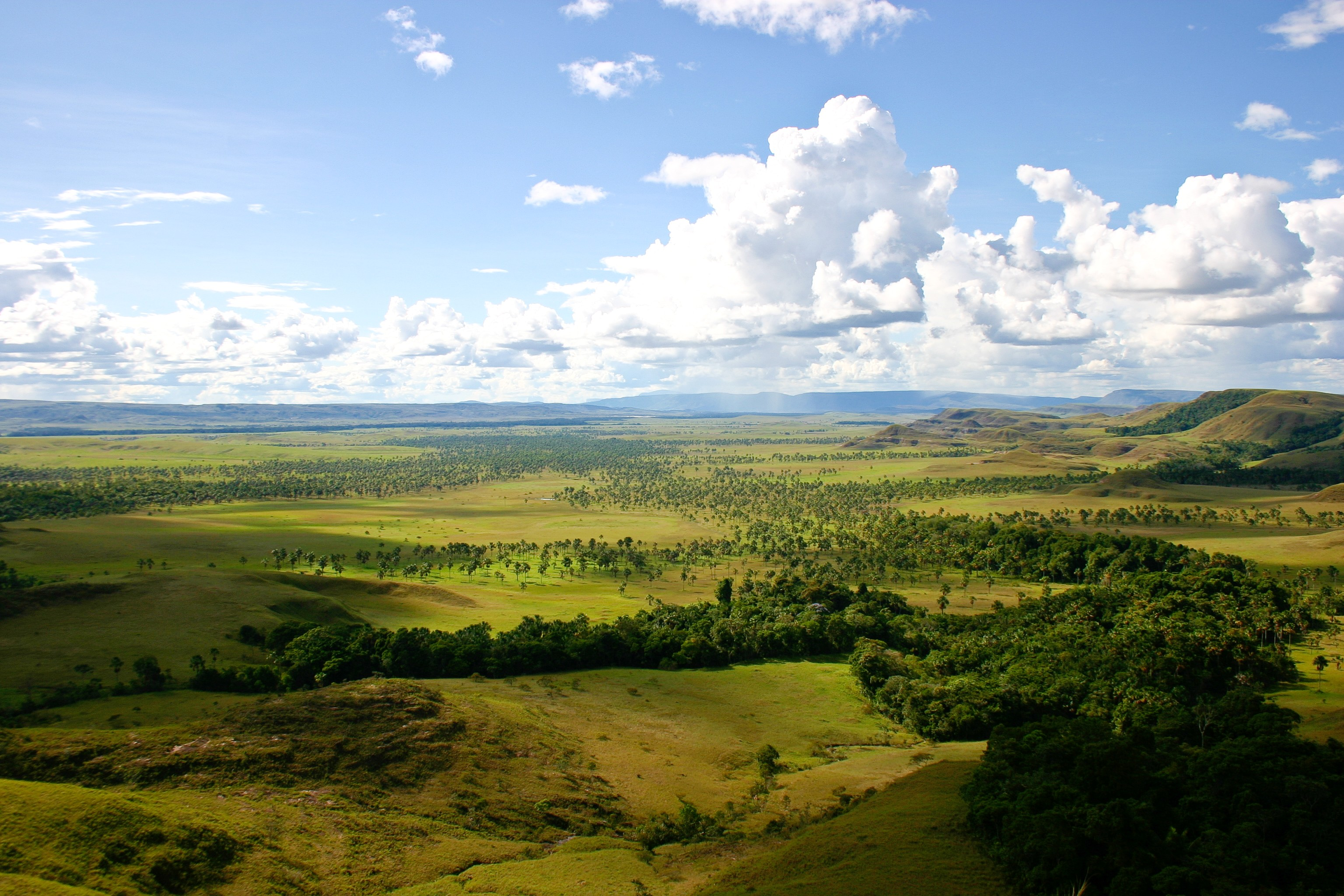
Llanura aluvial en La Gran Sabana, sur de Venezuela.

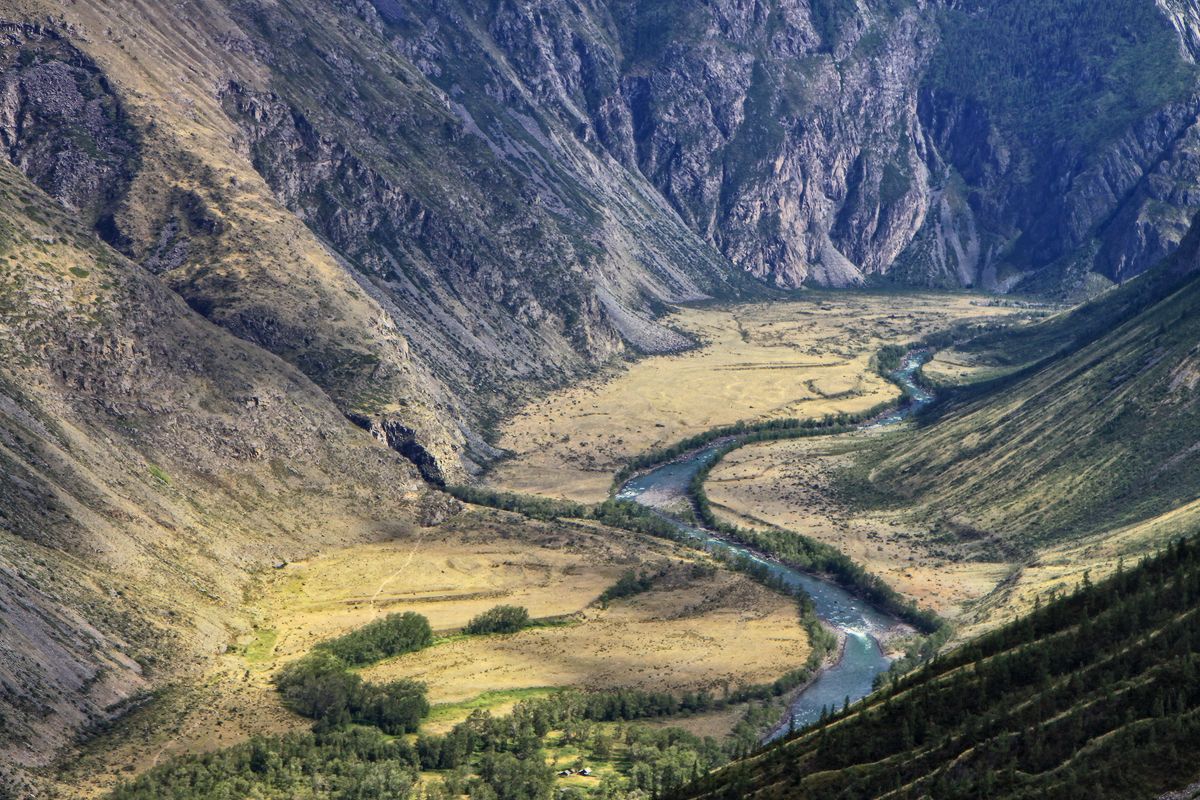
Terrazas aluviales encajada entre montañas (República de Altái, Rusia)

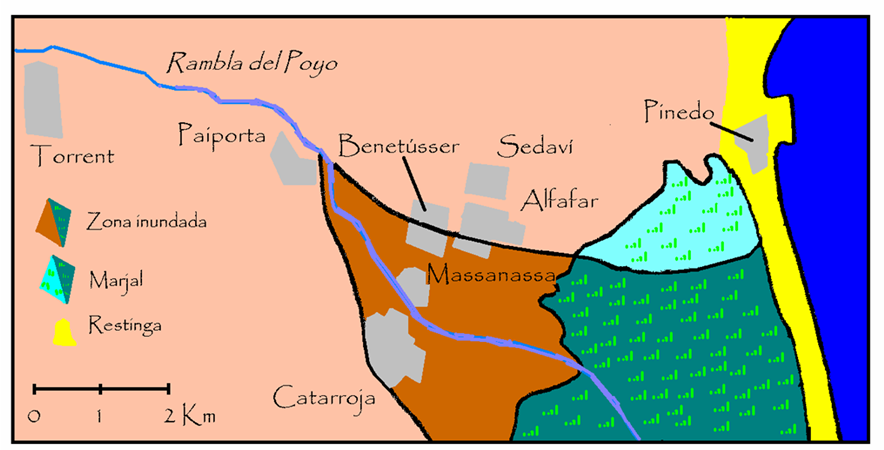
Dibujo de la llanura aluvial de la rambla del Poyo, Valencia (España).

Una llanura aluvial es la parte orográfica de fondo plano que contiene un cauce y que puede ser inundada ante una eventual crecida de las aguas de este.
Muchas veces la topografía de las llanuras costaneras de los ríos se dice que tiene forma de abanico o cono, lo que significa que el lecho del río podría desplazarse con bastante facilidad, inundando zonas alejadas del lecho principal actual. Dichas zonas constituyen zonas interesantes para el desarrollo del riego, debido a la topografía favorable para desviar el agua del río hacia cualquier punto de su zona aluvial. Se trata entonces de zonas vulnerables.
Los ríos están generalmente encauzados, protegiendo así las zonas agrícolas y las zonas urbanas. Además, para tener acceso más fácil al agua, las ciudades fueron, muchas veces, construidas muy cerca de los ríos, lo que las torna más vulnerables. Para reducir los riesgos de cambio importante de lecho durante crecidas fuertes, se debe tomar en cuenta la dinámica fluvial de los ríos asociada con el transporte de sedimentos, controlando la evolución de los cauces y evitando errores graves tales como puntos de reducción excesivos de la sección del río (con presas de derivación, bocatomas, puentes, etc.). 
Se debe prever puntos de desborde de los ríos claramente identificados, con la realización de vertederos permitiendo reducir los riesgos de rotura incontrolada de diques, a fin de manejar en vez de sufrir las consecuencias de eventos excepcionales.
En el sur de Sudamérica, bajo el término «vega» se hace especial alusión a las áreas, más bien pequeñas y de suelos blandos y fértiles, que en zonas áridas contornean arroyos —o solo se muestran en algunos de sus recodos—. Pueden ser en manantiales de montaña (como en los Andes) o en sectores desérticos de baja altitud (como en la Patagonia esteparia), los cuales, al estar siempre bien regados, generalmente son las únicas áreas de la región que disponen de pastos tiernos; por ello son fundamentales para la biodiversidad y la ganadería.

## Depósitos de planicie de inundación
Los fondos de la mayoría de las planicies de inundación están cubiertos por dos y algunas veces tres tipos diferentes de depósitos. El material más grueso es depositado directamente por la corriente a lo largo de su cauce. Durante los periodos de inundación se esparcen a través de la planicie de inundación, a los lados de las riberas, arena fina, limo y arcilla; además, cantidades relativamente pequeñas de escombros de varios tipos y tamaños se mueven de las laderas del valle, bajo la influencia de la escorrentía y de los movimientos en masa y se distribuyen a lo largo de los lados del fondo del valle. La distribución de los depósitos del cauce y de los de inundación a través de la planicie de inundación depende de la velocidad a la que la corriente construye el fondo de su valle.
Una corriente divagante está cambiando continuamente su cauce y en un rango de tiempo dado, puede haber ocupado toda posición posible de uno a otro lado de la planicie. Una sección transversal a través de la planicie de inundación desarrollada por una corriente como éstas, mostraría una cubierta de grava coronada por sedimentos de grano fino depositados cuando el flujo rebasa los bancos. Esta forma de sedimentación es típica de las planicies de inundación erosionales y de las de inundación de agradamiento muy lento. 
Pero una corriente divagante que construya su planicie de inundación con rapidez tiene menos oportunidad de ocupar cada lugar a través de la extensión del fondo de su valle. En consecuencia, esta planicie de inundación estará cubierta en su mayor parte por sedimentos finos, depositados durante las épocas de crecida. Una sección transversal a través de éstas, indicaría una banda irregular de material grueso que señala las posiciones sucesivas del cauce. Las planicies de inundación de agradamiento rápido muestran este tipo de depósito.

## Algunos ejemplos de llanuras aluviales
En la Antigüedad algunas civilizaciones importantes  se han desarrollado en llanuras aluviales, como por ejemplo:
- Mesopotamia.
- Delta del Nilo.
- Río Amarillo (Huang-ho).